# Kattau und Mißingdorf
Die Herrschaft Kattau und Mißingdorf war eine Grundherrschaft im Viertel ober dem Manhartsberg im Erzherzogtum Österreich unter der Enns, dem heutigen Niederösterreich.

## Ausdehnung
Die Herrschaft umfasste zuletzt die Ortsobrigkeit über Kattau, Rafing und Mißingdorf. Der Sitz der Verwaltung befand sich im Schloss Kattau.

## Geschichte
Letzter Inhaber der Allodialherrschaft war Theodor Josef Ritter von Neuhaus (um 1770–1855). Im Zuge der Reformen 1848/1849 wurde die Herrschaft aufgelöst. Das ehemalige Herrschaftsarchiv befand sich bis 2023 im Krahuletz-Museum und ist seit 2024 im NÖ Landesarchiv verzeichnet worden.